# فرودگاه سالمن آرم
فرودگاه سالمن آرم (به انگلیسی: Salmon Arm Airport) یک فرودگاه همگانی با کد یاتا YSN است . این فرودگاه در کشور کانادا قرار دارد و در ارتفاع ۵۳۴ متری از سطح دریا واقع شده است.